# Small ball
 (avril 2017).
Si vous disposez d'ouvrages ou d'articles de référence ou si vous connaissez des sites web de qualité traitant du thème abordé ici, merci de compléter l'article en donnant les références utiles à sa vérifiabilité et en les liant à la section « Notes et références ».
Au basket-ball, le small ball est un style de jeu privilégiant la vitesse et l'agilité au détriment de la taille et de la puissance physique.
Ainsi, l'équipe utilisant le small ball peut choisir de sacrifier la maîtrise des deux raquettes (rebonds offensifs et défensifs) en faisant appel à des joueurs vifs et techniques plutôt qu'à un pivot imposant. De plus, leur jeu s'appuie en général sur une capacité accrue à tirer et marquer des paniers à trois points.
Don Nelson lance le concept quand il entraîne les Warriors de Golden State en alignant trois extérieurs (Mitch Richmond, Tim Hardaway et Šarūnas Marčiulionis) et deux ailiers (Chris Mullin et Rod Higgins), sans pivot.
En pratique, un joueur qui ferait normalement office d'ailier est généralement décalé au poste d'ailier fort où sa vivacité lui permet de prendre l'ascendant sur l'ailier fort adverse, moins mobile. La plupart du temps son adresse aux tirs à trois points est supérieure à celle d'un ailier fort classique, ce qui offre l'avantage (outre le fait de marquer de cette manière) de déstabiliser la défense adverse en la forçant à monter sur le tireur, libérant du même coup des espaces près du panier dont pourront profiter ses coéquipiers. Un joueur pouvant jouer aux deux postes est surnommé "ailier hybride". Dans ce rôle, on peut citer Kevin Durant, Carmelo Anthony, ou LeBron James par exemple.
Un joueur occupant cette position, avec un haut pourcentage de réussite à trois points, est couramment appelé "Stretch 4" (4 élargi en français, le 4 désignant le poste d'ailier fort) aux États-Unis. Erik Spoelstra, l'entraîneur du Heat de Miami le surnommait "Pace and Space" (rythme et espace).
Ce style de jeu, résolument orienté vers l'attaque et le score, présente toutefois des inconvénients : près des deux paniers l'équipe adverse a un net avantage de taille et prend donc beaucoup plus de rebonds. Cet état de fait est parfaitement souligné par exemple dans les statistiques de la saison NBA 2012-2013 au cours de laquelle le Heat de Miami termina à la fois en tant qu'équipe avec le plus de victoire et en tant qu'équipe ayant le plus faible nombre de rebonds de la ligue.
Selon Hakeem Olajuwon s’est toujours considéré comme un arrière dans un corps de pivot, aimant jouer face au panier, partir en dribble et prenant même près de 150 tirs à trois points en carrière, il estime que le small ball qui domine le jeu dans les années 2015, avec notamment les sacres de Warriors de Golden State, ne réduit pas aux performances des arrières comme Stephen Curry et Klay Thompson : « Le small ball a transformé des arrières traditionnels en star, mais dans mon esprit, la chose la plus importante, c’est que le small ball a libéré les intérieurs de leurs tâches habituelles. Ils ne sont plus confinés dans la raquette (...) Le small ball ne va pas éliminer les intérieurs, mais il va faire disparaître nos vieilles idées sur les postes de jeu (...)  Regardez des gars comme Draymond Green et LaMarcus Aldridge lors des derniers playoffs [en 2017]. Je trouve ça effrayant la manière avec laquelle ils peuvent jouer simultanément comme des arrières et des intérieurs. »